# جورج‌تاون، شهرستان چاتهام، جورجیا
جورج‌تاون (به انگلیسی: Georgetown) یک منطقهٔ مسکونی در ایالات متحده آمریکا است که در شهرستان چاتهام، جورجیا واقع شده‌است. جورج‌تاون ۲۲٫۷ کیلومتر مربع مساحت و ۱۱٬۸۲۳ نفر جمعیت دارد و ۴٫۵۷ متر بالاتر از سطح دریا واقع شده‌است.